# Pieter Post

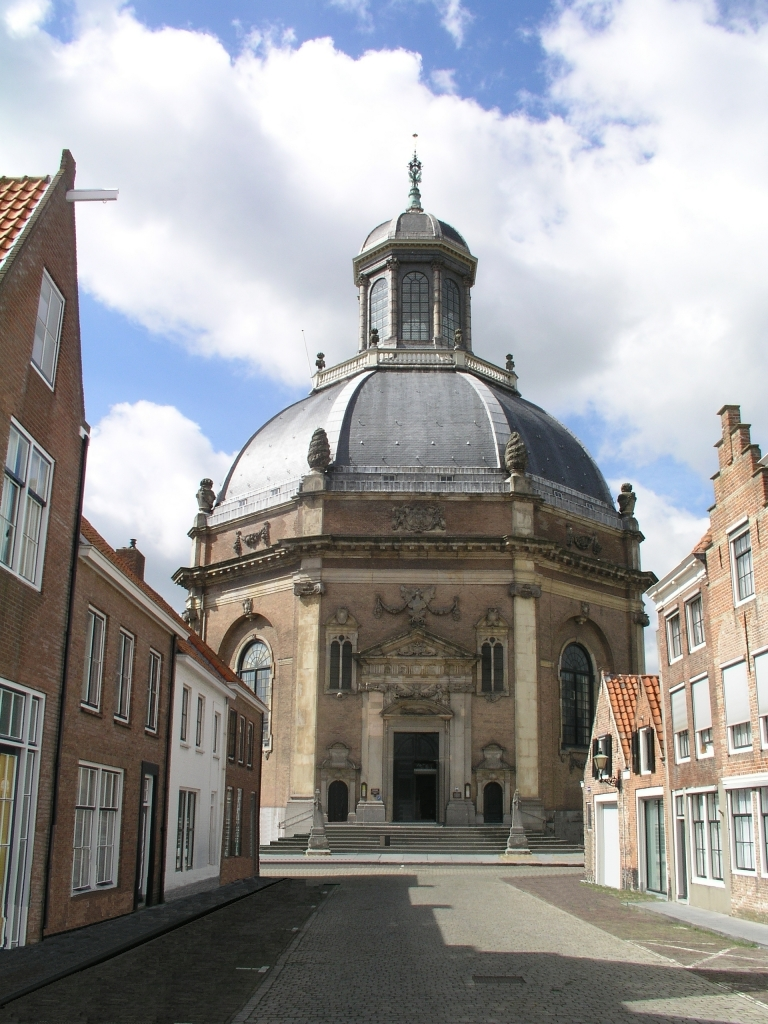
Oostkerk, Middelburg

Pieter Jansz Post (pokřtěn 1. května 1608 Haarlem – pohřben 8. května 1669 Haag) byl nizozemský barokní architekt, malíř a grafik.
Post byl synem malíře chrámového skla a starší bratr malíře Franse Posta. Uznání si získal vytvořením nizozemského barokního stylu během dlouhodobé spolupráce s architektem a malířem Jacobem van Campen, se kterým navrhl např. Mauritshuis v Haagu.

## Dílo
- 1642 dům Dedel v Haagu
- 1643 dům na Prinsengracht 4 v Haagu
- 1645–1650 palác Huis ten Bosch v Haagu
- 1645–1648 dům Zwanenburg v Halfwegu
- 1649–1653 dům De Onbeschaamde v Dordrechtu
- 1652–1657 budova Holandských stavů (Staten van Holland) v Haagu
- 1655 dům Johana de Witta (Johan de Witt-huis) v Haagu
- 1657–1658 vážní dům (Waag) v Leidenu
- 1659–1685 radnice v Maastrichtu
- 1659–1662 prachárna (Kruithuis) v Delftu
- 1660 zámeček rodu Nieuwkoop v Haagu
- 1661–1662 věž kostela sv. Lamberta v Burenu
- 1662–1665 zámek v Heeze
- 1663 kostel v Stompetorenu
- 1668 vážní dům (Waag) v Goudě
- 1648–1668 Východní kostel (Oostkerk) v Middelburgu